# U-336
U-336 — средняя немецкая подводная лодка типа VIIC времён Второй мировой войны.

## История
Заказ на постройку субмарины был отдан 15 августа 1940 года. Лодка была заложена 28 марта 1941 года на верфи Нордзееверке в Эмдене под строительным номером 208, спущена на воду 4 декабря 1941 года. Лодка вошла в строй 14 февраля 1942 года под командованием оберлейтенанта Ганса Хангера.

### Флотилии
- 14 февраля 1942 года — 30 ноября 1942 года — 5-я флотилия (учебная)
- 1 декабря 1942 года — 5 октября 1943 года — 1-я флотилия

### История службы
Лодка совершила 5 боевых походов, потопила одно судно водоизмещением 4 919 брт.
Потоплена 5 октября 1943 года к юго-западу от Исландии, в районе с координатами 62°43′ с. ш. 27°17′ з. д. ракетами с британского самолёта типа «Хадсон». 50 погибших (весь экипаж).
До августа 1994 года историки считали, что лодка была потоплена 4 октября 1943 года к юго-западу от Исландии, в районе с координатами 60°40′ с. ш. 26°30′ з. д. глубинными бомбами с американского самолёта типа Ventura. На самом деле тогда была потоплена U-279.

### Волчьи стаи
U-336 входила в состав следующих «волчьих стай»:
- Ungestum 14 — 23 декабря 1942
- Neuland 8 — 12 марта 1943
- Dranger 14 — 20 марта 1943
- Seewolf 25 — 30 марта 1943
- Trutz 1 июня — 16 июня 1943
- Trutz II 16 июня — 2 июля 1943
- Geier III 2 — 15 июля 1943

### Атаки на лодку
- 10 июля 1943 года неизвестный самолёт атаковал лодку и нанёс серьёзные повреждения.
- 12 ноября 1942 года, в Северном море U-336 столкнулась с тральщиком M-1906. Для устранения повреждений лодка вернулась на базу.